# Spółgłoska półotwarta podniebienna dźwięczna
Spółgłoska półotwarta podniebienna – rodzaj dźwięku spółgłoskowego. W systemie IPA i X-SAMPA oznaczana jest symbolem [j]. Dźwięk ten jest niezgłoskotwórczym odpowiednikiem samogłoski [i].

## Artykulacja
- powietrze jest wydychane z płuc – jest to spółgłoska płucna egresywna
- podniebienie miękkie i języczek blokują wejście do nosa – jest to spółgłoska ustna.
- środkowa część języka zbliża się podniebienia – jest to spółgłoska podniebienna
- odległość między językiem a dziąsłami nie jest na tyle mała, by wywołać turbulentny przepływ powietrza – jest to spółgłoska półotwarta.
- powietrze przepływa nad środkową częścią języka – jest to spółgłoska środkowa
- więzadła głosowe drżą – jest to spółgłoska dźwięczna.

### Przykłady
- w języku polskim: Józef [ˈjuzɛf]
- w języku angielskim: you [juː] „ty”
- w języku francuskim: yeux [jøː] „oczy”
- w języku koreańskim: 야구 yagu [ˈjaːgu] „baseball”